# US Super Tour w biegach narciarskich 2011/2012
US Super Tour w biegach narciarskich 2011/2012 − kolejna edycja tego cyklu zawodów, zaliczana do Pucharu Kontynentalnego.

## Kobiety

### Kalendarz i wyniki
| Lp  | Data                                 | Miejscowość                          | Dystans                              | 1. miejsce            | 2. miejsce            | 3. miejsce            |
| --- | ------------------------------------ | ------------------------------------ | ------------------------------------ | --------------------- | --------------------- | --------------------- |
| 1.  | 23 listopada 2011                    | West Yellowstone                     | Sprint s. dowolnym                   | Caitlin Gregg         | Jessica Diggins       | Kate Fitzgerald       |
| 2.  | 23 listopada 2011                    | West Yellowstone                     | Sprint s. klasycznym                 | Jessica Diggins       | Jennie Bender         | Nicole Deyong         |
| 3.  | 25 listopada 2011                    | West Yellowstone                     | 10 km s. dowolnym                    | Morgan Arritola       | Jessica Diggins       | Caitlin Gregg         |
| 4.  | 26 listopada 2011                    | West Yellowstone                     | 5 km s. klasycznym                   | Jessica Diggins       | Kate Fitzgerald       | Jennie Bender         |
| 5.  | 3 grudnia 2011                       | Bozeman                              | 5 km s. dowolnym                     | Jessica Diggins       | Caitlin Gregg         | Maria Gräfnings       |
| 6.  | 3 grudnia 2011                       | Bozeman                              | Sprint s. dowolnym                   | Jessica Diggins       | Caitlin Gregg         | Rebecca Rorabaugh     |
| 7.  | 4 grudnia 2011                       | Bozeman                              | 10 km s. klasycznym                  | Jessica Diggins       | Maria Gräfnings       | Kate Fitzgerald       |
| 8.  | 21 stycznia 2012                     | Minneapolis                          | 5 km s. klasycznym                   | Jennie Bender         | Rosie Brennan         | Caitlin Gregg         |
| 9.  | 22 stycznia 2012                     | Minneapolis                          | 10 km s. dowolnym                    | Caitlin Gregg         | Chelsea Holmes        | Maria Stuber          |
| 10. | 25 stycznia 2012                     | Minneapolis                          | Sprint s. dowolnym                   | Jennie Bender         | Lauren Fritz          | Caitlin Gregg         |
| 11. | 28 stycznia 2012                     | Saint Paul                           | 5 km s. klasycznym                   | Jennie Bender         | Rosie Brennan         | Caitlin Gregg         |
| 12. | 29 stycznia 2012                     | Saint Paul                           | 15 km s. dowolnym                    | Caitlin Gregg         | Rosie Brennan         | Jennie Bender         |
| 13. | 11 lutego 2012                       | Aspen                                | Sprint s. klasycznym                 | Jennie Bender         | Rosie Brennan         | Haley Piske           |
| 14. | 11 lutego 2012                       | Aspen                                | 5 km s. klasycznym                   | Chelsea Holmes        | Rosie Brennan         | Jennie Bender         |
| 15. | 12 lutego 2012                       | Aspen                                | 21 km s. dowolnym                    | Morgan Arritola       | Lenka Palánová        | Chelsea Holmes        |
| 16. | 18 lutego 2012                       | Madison                              | Sprint s. klasycznym                 | Jennie Bender         | Hannah Dreissigacker  | Hilary McNamee        |
| 17. | 19 lutego 2012                       | Madison                              | Sprint s. dowolnym                   | Jennie Bender         | Hilary McNamee        | Natalia Naryszkina    |
| 18. | 24 marca 2012                        | Craftsbury                           | 2,5 km s. dowolnym                   | Jessica Diggins       | Holly Brooks          | Sadie Maubet Bjornsen |
| 19. | 25 marca 2012                        | Craftsbury                           | 10 km s. klasycznym                  | Sadie Maubet Bjornsen | Rosie Brennan         | Holly Brooks          |
| 20. | 27 marca 2012                        | Craftsbury                           | Sprint s. klasycznym                 | Chandra Crawford      | Sadie Maubet Bjornsen | Kikkan Randall        |
| 21. | 28 marca 2012                        | Craftsbury                           | 1,9 km s. dowolnym                   | Elizabeth Stephen     | Jessica Diggins       | Chelsea Holmes        |
| 22. | 30 marca 2012                        | Craftsbury                           | 30 km s. dowolnym                    | Kikkan Randall        | Jessica Diggins       | Elizabeth Stephen     |
|     | US Super Tour – klasyfikacja końcowa | US Super Tour – klasyfikacja końcowa | US Super Tour – klasyfikacja końcowa | Jessica Diggins       | Jennie Bender         | Caitlin Gregg         |

### Klasyfikacja
| Lp. | Zawodnik          | Punkty |
| --- | ----------------- | ------ |
| 1.  | Jessica Diggins   | 670    |
| 2.  | Jennie Bender     | 556    |
| 3.  | Caitlin Gregg     | 472    |
| 4.  | Rosie Brennan     | 448    |
| 5.  | Chelsea Holmes    | 291    |
| 6.  | Kate Fitzgerald   | 263    |
| 7.  | Rebecca Rorabaugh | 257    |
| 8.  | Ida Sargent       | 240    |
| 9.  | Holly Brooks      | 218    |
| 10. | Elizabeth Stephen | 198    |

## Mężczyźni

### Kalendarz i wyniki
| Lp  | Data                                 | Miejscowość                          | Dystans                              | 1. miejsce             | 2. miejsce             | 3. miejsce                 |
| --- | ------------------------------------ | ------------------------------------ | ------------------------------------ | ---------------------- | ---------------------- | -------------------------- |
| 1.  | 23 listopada 2011                    | West Yellowstone                     | Sprint s. dowolnym                   | Reid Pletcher          | Michael Sinnott        | Matthew Phillip Gelso      |
| 2.  | 23 listopada 2011                    | West Yellowstone                     | Sprint s. klasycznym                 | Michael Sinnott        | Torin Koos             | Phillip Widmer             |
| 3.  | 25 listopada 2011                    | West Yellowstone                     | 15 km s. dowolnym                    | Leif Orin Zimmermann   | Sylvan Ellefson        | Michael Sinnott            |
| 4.  | 26 listopada 2011                    | West Yellowstone                     | 10 km s. klasycznym                  | Graeme Killick         | Sylvan Ellefson        | Erik Bjornsen              |
| 5.  | 3 grudnia 2011                       | Bozeman                              | 10 km s. dowolnym                    | Sylvan Ellefson        | Michael Sinnott        | Brian Gregg                |
| 6.  | 3 grudnia 2011                       | Bozeman                              | Sprint s. dowolnym                   | Michael Sinnott        | Torin Koos             | Leif Orin Zimmermann       |
| 7.  | 4 grudnia 2011                       | Bozeman                              | 15 km s. klasycznym                  | Sylvan Ellefson        | Erik Bjornsen          | David Norris               |
| 8.  | 21 stycznia 2012                     | Minneapolis                          | 10 km s. klasycznym                  | Matthew Edward Liebsch | Sylvan Ellefson        | Karl Nygren                |
| 9.  | 22 stycznia 2012                     | Minneapolis                          | 15 km s. dowolnym                    | Matthew Edward Liebsch | Tad Elliott            | Sylvan Ellefson            |
| 10. | 25 stycznia 2012                     | Minneapolis                          | Sprint s. dowolnym                   | Tim Reynolds           | Patrick O’Brien        | Mark Iverson               |
| 11. | 28 stycznia 2012                     | Saint Paul                           | 10 km s. klasycznym                  | Dylan McGuffin         | Matthew Edward Liebsch | Karl Nygren                |
| 12. | 29 stycznia 2012                     | Saint Paul                           | 20 km s. dowolnym                    | Brenton Knight         | Matthew Edward Liebsch | Samuel Naney               |
| 13. | 11 lutego 2012                       | Aspen                                | Sprint s. klasycznym                 | Karl Nygren            | Dylan McGuffin         | Patrick O’Brien            |
| 14. | 11 lutego 2012                       | Aspen                                | 10 km s. klasycznym                  | Matthew Phillip Gelso  | Leif Orin Zimmermann   | Vegard Kjølhamar           |
| 15. | 12 lutego 2012                       | Aspen                                | 21 km s. dowolnym                    | Leif Orin Zimmermann   | Matthew Phillip Gelso  | Patrick O’Brien            |
| 16. | 18 lutego 2012                       | Madison                              | Sprint s. klasycznym                 | Jari Joutsen           | Skyler Davis           | Dakota Blackhorse-von Jess |
| 17. | 19 lutego 2012                       | Madison                              | Sprint s. dowolnym                   | Dmitrij Ozerskij       | Jari Joutsen           | Maksim Fadiejew            |
| 18. | 24 marca 2012                        | Craftsbury                           | 3,5 km s. dowolnym                   | Simeon Hamilton        | Sylvan Ellefson        | Erik Bjornsen              |
| 19. | 25 marca 2012                        | Craftsbury                           | 15 km s. klasycznym                  | Kris Freeman           | Noah Hoffman           | Erik Bjornsen              |
| 20. | 27 marca 2012                        | Craftsbury                           | Sprint s. klasycznym                 | Sylvan Ellefson        | Simeon Hamilton        | Skyler Davis               |
| 21. | 28 marca 2012                        | Craftsbury                           | 1,9 km s. dowolnym                   | Noah Hoffman           | Brian Gregg            | Kris Freeman               |
| 22. | 30 marca 2012                        | Craftsbury                           | 50 km s. dowolnym                    | Kris Freeman           | Tad Elliott            | Tim Reynolds               |
|     | US Super Tour – klasyfikacja końcowa | US Super Tour – klasyfikacja końcowa | US Super Tour – klasyfikacja końcowa | Sylvan Ellefson        | Karl Nygren            | Brian Gregg                |

### Klasyfikacja
| Lp. | Zawodnik              | Punkty |
| --- | --------------------- | ------ |
| 1.  | Sylvan Ellefson       | 453    |
| 2.  | Karl Nygren           | 383    |
| 3.  | Brian Gregg           | 307    |
| 4.  | Patrick O’Brien       | 306    |
| 5.  | Tad Elliott           | 292    |
| 6.  | Michael Sinnott       | 292    |
| 7.  | Tim Reynolds          | 269    |
| 8.  | Noah Hoffman          | 268    |
| 9.  | Erik Bjornsen         | 265    |
| 10. | Matthew Phillip Gelso | 261    |